# 蒂莫·巴特爾
蒂莫·巴特爾（德語：Timo Barthel，1996年4月3日—）是一名德國男子跳水運動員。他在2015年和2017年德國跳水錦標賽上奪冠。他也代表德國參加過2014年夏季青年奧林匹克運動會以及2020年夏季奧林匹克運動會。